# Złoto dla Południa
Złoto Południa (ang. Virginia City) – amerykański western z 1940 roku w reżyserii Michaela Curtiza.

## Fabuła
Oficer Unii Kerry Bradford ucieka z konfederackiego więzienia do Virginia City.

## Obsada
- Errol Flynn – Kerry Bradford
- Miriam Hopkins – Julia Hayne
- Randolph Scott – Vance Irby
- Humphrey Bogart – John Murrell
- Frank McHugh – pan Upjohn
- Alan Hale Sr. – Olaf "Moose" Swenson
- John Litel – Thomas Marshall
- Ward Bond – sierżant Armii Południa (niewymieniony w czołówce)
- Charles Trowbridge – James Seddon (niewymieniony w czołówce)